# ひよこ (花札)
ひよこは、花札の遊戯の一つ。別名しょっしょともいう。

## 概要
- 桐のカス札3枚を除いた45枚の札を用いて、親とビキの二人で競い、相手より先に手札を出しきり、先に3勝した方を勝者とする。競技の内容がポカに似ており、難易度が少し高いポカともいえる。
- 他の花札の競技とは違い、使用札の数と月の関係が大幅に異なる。

## 競技の流れ
使用道具
花札45枚（桐のカス札3枚を除く）
上記の通り、他の競技とは花札の月が一部異なり、
- 2月…梅 → 柳
- 6月…牡丹 → 桐
- 11月…柳 → 牡丹
- 12月…桐 → 梅

に変更となる。それ以外の札の月は通常と同じ。6月の桐札は、カス札3枚を除いているため「桐に鳳凰」の一枚のみとなる。
必要人数
2人（親とビキのみ）

### 競技方法
1. 互いに手札を6枚ずつ持つ。3枚ずつを2回に分けて配り、残りを山札とし、一重ねに伏せておく。
2. 山札の一番上の札を1枚めくり、その札を台札（基準札）とする。この台札を基準に月上がりの札を出していく。月上がりの札の順番は
松（1月）、柳（2月）、桜（3月）、藤（4月）、杜若（5月）、桐（6月）、萩（7月）、芒（8月）、菊（9月）、紅葉（10月）、牡丹（11月）、梅（12月）
の順序となる。また、梅（12月）から松（1月）へと続く。
3. 競技は親から始まる。手札から、台札に続く札があれば出す。同月札は1枚に限定されるが、順序が連続する月札があれば、何枚でも一度に出せる。
4. 最初の競技で、親が台札に続く札を持っていなければ、ビキに順番を回す。また、ビキも持っていない場合は、親が山札をめくり、それを新しい台札とする。
5. 親が台札に続く札を出し、ビキの番になってビキが該当する札を持っていない場合は、親が山札をめくる。
6. ビキが札を出して、次に親が出す札を持っていない場合、ビキが山札をめくる。先述の4.5.6.の場合、山札をめくったプレイヤーが、新たな台札に対して手札を出す。

この競技には、いくつかの取り決めが存在する。ゆえに、かなり複雑であるため、競技開始前にルールをある程度把握する必要がある。

### その他のルール
化札（ばけふだ）
基準札の代用となる札。本項ではひよこの化札について説明する。
「桐に鳳凰」「梅のタン」「梅のカス」「梅に鴬」のみ山札からめくられた札に限定される。
| 化札                              | 化札の性格                                                                                |
| --------------------------------- | ----------------------------------------------------------------------------------------- |
| 松に鶴                            | 1月から10月までの札に                                                                     |
| 松のタン                          | 1月から10月までの札に                                                                     |
| 柳に道風                          | 2月から11月までの札に                                                                     |
| 柳のタン                          | 2月から10月までの札に                                                                     |
| 桜のタン                          | 1月から12月までの札に                                                                     |
| 桐に鳳凰 梅のタン 梅のカス（2枚） | 1月の札に （ただし、4枚とも山札からめくられた札に限られ、手札のときは化札とはならない。） |
| 梅に鴬                            | 1月から12月までの札に （山札のめくり札に限られる）                                        |

一二つけ打ち
ポカと同じ定理で、台札が松（1月）の場合、通常は柳（2月）から出さなければならないが、手札に松と柳が2枚ともある場合は2枚一緒に出せる。
6月札
桐（6月）を化札の扱いとする。本競技において、桐（6月）は1枚しか使わないため。
以上の内容を繰り返し、先に手札を出しきったプレイヤーが1勝し、先に3勝したプレイヤーが勝者となる。